# إريك مورين
إريك مورين هو ملحن كندي، ولد في 1969 في مونتريال في كندا.